# Tadzhikia
Tadzhikia is een geslacht van rechtvleugeligen uit de familie sabelsprinkhanen (Tettigoniidae). De wetenschappelijke naam van dit geslacht is voor het eerst geldig gepubliceerd in 1954 door Mishchenko.

## Soorten
Het geslacht Tadzhikia omvat de volgende soorten:
- Tadzhikia beybienkoi Mishchenko, 1954
- Tadzhikia mistshenkoi Stolyarov, 1968
- Tadzhikia pavlovskii Mishchenko, 1954